# Elecciones municipales de 2019 en Almería
Las elecciones municipales de 2019 se celebraron en Almería el domingo 26 de mayo, de acuerdo con el Real Decreto de convocatoria de elecciones locales en España dispuesto el 1 de abril de 2019 y publicado en el Boletín Oficial del Estado el 2 de abril. Se eligieron los 27 concejales del pleno del Ayuntamiento de Almería, a través de un sistema proporcional (método d'Hondt), con listas cerradas y un umbral electoral del 5%.

## Candidaturas
En total se presentaron 10 candidaturas. Aparte de las 5 que obtuvieron representación en el Ayuntamiento, lo hicieron Para la Gente, convergencia de IU y Equo; Almería Rebelde, candidatura formada por el PCPE, Nación Andaluza e IZAR; Izquierda por Almería; Escaños en Blanco y Falange Española. Podemos e Izquierda Unida no alcanzaron ningún acuerdo para concurrir juntos a las elecciones, por lo que finalmente se presentaron por separado a los comicios.

## Encuestas
Las encuestas pronosticaban una victoria del PP con posibilidades de gobernar en minoría, la segunda posición para el PSOE con entre 8 y 9 concejales, y una disputada tercera posición entre Ciudadanos y Vox, con resultados bastantes ajustados. Respecto a Podemos e IU existía disparidad de predicciones, ya que cada encuesta situaba a una de las dos formaciones en una horquilla de entre 1 y 3 concejales, mientras dejaba a la otra fuera del Ayuntamiento con un 1% de los votos.

## Resultados
Los resultados de las elecciones dieron representación a 5 partidos en el ayuntamiento, dando la victoria a la candidatura del PP con 13 concejales, a un edil de la mayoría absoluta. El segundo puesto lo obtuvo el PSOE con 9 concejales, mientras que Vox obtuvo la tercera plaza con dos ediles, sólo 42 votos por delante de Cs, que también obtuvo 2 concejales. La última plaza fue para Podemos con un edil, y por primera vez, Izquierda Unida no obtuvo representación en el Ayuntamiento.
| Candidatura                  | Candidatura                       | Votos  | %                               | Escaños                         |
| ---------------------------- | --------------------------------- | ------ | ------------------------------- | ------------------------------- |
|                              | Partido Popular                   | 34 087 | 43.20                           | 13                              |
|                              | Partido Socialista Obrero Español | 23 588 | 29.90                           | 9                               |
|                              | Vox                               | 6095   | 7.72                            | 2                               |
|                              | Ciudadanos                        | 6019   | 7.63                            | 2                               |
|                              | Podemos                           | 4152   | 5.26                            | 1                               |
| Izquierda Unida-Equo         | Izquierda Unida-Equo              | 3306   | 4.19                            | 0                               |
| Almería Rebelde              | Almería Rebelde                   | 190    | 0.24                            | 0                               |
| Escaños en Blanco            | Escaños en Blanco                 | 173    | 0.22                            | 0                               |
| Izquierda por Almería        | Izquierda por Almería             | 141    | 0.18                            | 0                               |
| Falange Española de las Jons | Falange Española de las Jons      | 54     | 0.07                            | 0                               |
| Votos en blanco              | Votos en blanco                   | 645    | 0.82                            | n/a                             |
| Votos válidos                | Votos válidos                     | 78 450 | 99,43                           | 27                              |
| Votos nulos                  | Votos nulos                       | 451    | Participación: \| \| 54.88 % \| | Participación: \| \| 54.88 % \| |
| Votantes                     | Votantes                          | 78 901 | Participación: \| \| 54.88 % \| | Participación: \| \| 54.88 % \| |
|                              | 54.88 %                           |        | Participación: \| \| 54.88 % \| | Participación: \| \| 54.88 % \| |

## Concejales electos
| N.º | Nombre                                   | Partido | Partido |
| --- | ---------------------------------------- | ------- | ------- |
| 1   | Ramón Fernández-Pacheco Monterreal       |         | PP      |
| 2   | Adriana Valverde Tamayo                  |         | PSOE    |
| 3   | Javier Aureliano García Molina           |         | PP      |
| 4   | Pedro José Díaz Martínez                 |         | PSOE    |
| 5   | Margarita Cobos Sánchez                  |         | PP      |
| 6   | María del Mar Vázquez Agüero             |         | PP      |
| 7   | Amparo Ramírez Romera                    |         | PSOE    |
| 8   | Manuel Guzmán de la Roza                 |         | PP      |
| 9   | Juan Francisco Rojas Fernández           |         | Vox     |
| 10  | Miguel Cazorla Garrido                   |         | Cs      |
| 11  | José Antonio Alfonzo Granero             |         | PSOE    |
| 12  | Ana María Martínez Labella               |         | PP      |
| 13  | Carlos Sánchez López                     |         | PP      |
| 14  | Carmen María Aguilar Carreño             |         | PSOE    |
| 15  | Juan José Alonso Bonillo                 |         | PP      |
| 16  | María del Carmen Mateos Campos           |         | UP      |
| 17  | Eusebio Francisco Villanueva Pleguezuelo |         | PSOE    |
| 18  | Diego Cruz Mendoza                       |         | PP      |
| 19  | María del Mar García Lorca Fernández     |         | PP      |
| 20  | Fátima Herrera Amate                     |         | PSOE    |
| 21  | Juan José Segura Román                   |         | PP      |
| 22  | Joaquín Pérez de la Blanca Pradas        |         | Vox     |
| 23  | Rafael Jesús Burgos Castelo              |         | Cs      |
| 24  | Antonio Jesús Ruano Tapia                |         | PSOE    |
| 25  | María Sacramento Sánchez Marín           |         | PP      |
| 26  | Paola Laynez Guijosa                     |         | PP      |
| 27  | Lidia Compadre Noé                       |         | PSOE    |

## Investidura del alcalde
El 15 de junio de 2019, en pleno constitutivo, se produjo la reelección de Ramón Fernández-Pacheco Monterreal como alcalde de la ciudad, gracias a los votos de sus concejales y el apoyo del resto de las formaciones del bloque de derecha, Cs y Vox, sumando un total de 17. Por otro lado, tanto el PSOE, como Podemos presentaron cada uno un candidato.
| Candidatos a la alcaldía           | Votos |
| ---------------------------------- | ----- |
| Ramón Fernández-Pacheco Monterreal | 17/27 |
| Adriana Valverde Tamayo            | 9/27  |
| María del Carmen Mateos Campos     | 1/27  |

## Acontecimientos posteriores
En mayo de 2020, el portavoz de Vox en el Ayuntamiento Joaquín Pérez de la Blanca solicita al alcalde su traspaso al Grupo de Concejales No Adscritos y se da de baja en el partido. El 14 de marzo de 2022 el Pleno del Ayuntamiento ratifica la condición de la concejala Carmen Mateos, de Podemos, que tras ser expulsada del partido el 17 de febrero de 2022, pasa a ser Concejala No Adscrita.
En verano de 2022 Ramón Fernández-Pacheco renuncia a la alcaldía de la ciudad tras haber sido nombrado Consejero de la Junta de Andalucía. El 2 de septiembre de 2022 es investida como alcaldesa de Almería María del Mar Vázquez Agüero, hasta entonces primera teniente de alcalde. En su sustitución entró como edil Jesús Luque López. A la par, después de que el edil y diputado provincial Manuel Guzmán dejara su acto de concejal para ocupar un escaño en el Parlamento de Andalucía fue sustituido en el ayuntamiento por Lorena Nieto Martínez.